# Иртюбяк (Кугарчинский район)
Иртюбя́к (баш. Иртөбәк) — деревня в Кугарчинском районе Республики Башкортостан Российской Федерации. Входит в состав Ибраевского сельсовета.

## География
Стоит на реке Иртюбяк.

### Географическое положение
Расстояние до:
- районного центра (Мраково): 9 км,
- центра сельсовета (Ибраево): 4 км,
- ближайшей ж/д станции (Мелеуз): 61 км.

## Население
| 2002 | 2009 | 2010 |
| ---- | ---- | ---- |
| 91   | ↘76  | ↘70  |

Национальный состав
Согласно переписи 2002 года, преобладающие национальности — русские (40 %), башкиры (36 %).

## Инфраструктура
Личное подсобное хозяйство с зоной сельскохозяйственного использования, индивидуальная застройка усадебного типа.
Основа экономики — сельское хозяйство.

## Транспорт
Деревня доступна автотранспортом.